# 堺市消防局
堺市消防局（さかいししょうぼうきょく）は、堺市の消防部局（消防局）である。同市に消防事務を委託している高石市域と大阪狭山市域も管轄している。2008年10月1日、堺市高石市消防組合（9月30日）が解散し、発足した。

## 概要
2008年4月1日に特別高度救助隊「フェニックスレスキュー」を発隊。同時に救助工作車が更新され、新たに特殊災害対応自動車が配置された（特殊災害対応自動車は大阪府下初。後に大阪市消防局も配備）。また、2013年4月1日に中・南消防署の特別救助隊が高度救助隊に格上げされた。

### 主力機械となる車両
台数は2023年4月1日現在
- 普通消防ポンプ自動車：25
- 小型水槽付消防ポンプ車：4
- 水槽付消防ポンプ自動車：20
  - 平成17年度以降に配置された車種の一部にはフロントウインチが搭載されており救助タンク車（通称RT）と呼ばれ、局内7つの兼任救助隊の運用する主力機械となった。
- はしご付消防自動車：5
- はしご水槽付ポンプ車：4
- はしご付ポンプ車：1
- 屈折はしご付消防自動車：1
  - ベースのシャーシは日野・プロフィア、三宝出張所に配置。
- 大型高所放水車：1
  - ベースシャーシはいすゞ・ギガ、西消防署臨海分署に配置。
- 泡原液搬送車：1
  - ベースシャーシは三菱ふそう・スーパーグレート、西消防署臨海分署に配置。
- 化学消防自動車：8
  - 大型車のシャーシで艤装したものが多い。これは、堺・高石両市共に大阪湾上の埋立地に石油コンビナートをはじめ重化学系の工場が多く所在するためである。
- 特殊化学車：1
- 高規格救急自動車：33
- 転院搬送・移送車：4
- 救助工作車：5
  - 4台がIII型で、1台がII型である（II型については元大阪狭山市消防本部の車両である）。
  - 局特別高度救助隊：バス型車である。(艤装はテイセンテクノ)
  - 中・南高度救助隊：低床III型車に更新された。
  - 局予備車両：本部特別高度救助車が更新に伴い予備化した。

- 特殊災害対応車：1
- 小型救助車：1
- 特別高度工作車：1
- 小型動力ポンプ付水槽車：2
- 防災工作車：2
- 大型除染システム搭載車：1
- 指揮車：11
- 指揮隊車：3
- 空気充填車：1
  - ベースシャーシは日野・レンジャー、西消防署臨海分署に配置。
- 資機材搬送車：4
- 支援車：1
- 査察車：13
- 燃料補給車：1
- 調査車：1
- 災害対応多目的車：3
- 多目的消防水利システム車：1
- ドラゴンハオパーユニット：2
- 無線中継車：1
  - ベースシャーシは三菱ふそう・ファイター。
- 起震車：1
  - 通称名は地震体験車。ベースシャーシはいすゞ・フォワード。
- 消防艇：1
  - 名称は大阪湾の古名「茅渟の海（ちぬのうみ）」に由来する「茅海（ぼうかい）」、西消防署臨海分署が運用。
- その他：30

## 沿革
- 1948年3月 - 自治体消防発足に伴い、堺市外九ヶ町村消防組合（堺市、泉北郡久世村、西陶器村、東陶器村、上神谷村、福泉町、美木多村、高石町、取石村、信太村）設置。
  - 12月 高石町が組合を脱退。
- 1949年6月  - 信太村が組合を脱退（現在は和泉市消防本部管轄）。
- 1953年1月  - 高石町が組合に再加入。
- 1966年12月  - 堺市高石市消防組合に改称。
- 1995年1月  - 阪神・淡路大震災に応援出場。
- 2004年7月  - 福井豪雨災害に緊急消防援助隊を派遣した。
  - 10月  - 平成16年台風第23号豊岡市水災害に緊急消防援助隊を派遣した。
- 2005年2月1日  - 堺市が南河内郡美原町を編入合併する。美原町消防本部を堺市高石市消防組合に統合する。
  - 4月  - JR福知山線脱線事故に緊急消防援助隊を派遣した。
- 2008年10月1日  - 堺市高石市消防組合は解散し堺市消防局発足。高石市より消防事務を受託。
- 2011年3月11日  - 東北地方太平洋沖地震に伴う東日本大震災に緊急消防援助隊を派遣した。
- 2013年4月1日  - 臨海消防署を西消防署に統合、同署臨海分署に改組。
- 2016年4月  - 熊本地震に緊急消防援助隊を派遣する。
- 2021年4月1日  - 大阪狭山市より消防事務を受託。
- 2024年1月1日 - 能登半島地震発生、緊急消防援助隊を派遣[1]。

## 組織
- 消防局
  - 総務部
    - 総務課 - 総務係、企画係、管理係
    - 人事課 - 人事係、研修係、給与厚生係

  - 警防部
    - 警防課 - 警防計画係、消防係、調査係（第1部及び第2部）
    - 指揮隊 - 指揮管理係、指揮係（第1部及び第2部）、救助係（特別高度救助隊）（第1部及び第2部）
    - 通信指令課 - 情報管理係、指令係（第1部及び第2部）
    - 救急課 - 救急管理係、救急指導係（本部救急隊）（第1部及び第2部）

  - 予防部
    - 予防査察課 - 予防係、査察係
    - 指導課 - 危険物係、設備係
- 消防署（9署）
  - 予防課 - 予防係、消防団係（美原消防署のみ）、指導係
  - 第1警防課・第2警防課 - 警防係、救急係、救助係（中消防署及び南消防署の高度救助隊）
- 消防出張所（9所）
  - 第1警防課・第2警防課 - 警防係、救急係（三宝、高師浜の各出張所は除く）

## 消防署
| 消防署         | 住所                   | 分署                             | 出張所（★印は救急隊のある出張所）                                                          |
| -------------- | ---------------------- | -------------------------------- | ------------------------------------------------------------------------------------------ |
| 堺消防署       | 堺区出島浜通1-1        | なし                             | ★三宝：堺区三宝町5丁287-1 ★旭ヶ丘：堺区旭ヶ丘中町1丁1-26 ★三国ヶ丘：堺区北三国ヶ丘町4丁4-9 |
| 中消防署       | 中区深井沢町6-6        | なし                             | なし                                                                                       |
| 東消防署       | 東区日置荘原寺町138-5  | なし                             | ★登美丘：東区大美野33-26                                                                   |
| 西消防署       | 西区鶴田町29-18        | 臨海：西区浜寺諏訪森町西3丁303-3 | なし                                                                                       |
| 南消防署       | 南区原山台1丁14-1      | なし                             | ★福泉：南区稲葉1丁3142-5 ★茶山台：南区茶山台1丁1-3                                         |
| 北消防署       | 北区新金岡町4丁1-2     | なし                             | ★百舌鳥：北区百舌鳥梅町3丁51-7                                                             |
| 美原消防署     | 美原区黒山6-1          | なし                             | なし                                                                                       |
| 高石消防署     | 高石市西取石1丁目27-23 | なし                             | ★高師浜：高石市高師浜4丁目15-34                                                            |
| 大阪狭山消防署 | 大阪狭山市狭山1-2384-1 | なし                             | ★ニュータウン：大阪狭山市大野台2-1-3                                                       |

## 旧：堺市高石市消防組合
- 1966年12月27日から2008年9月30日までの本部名は堺市高石市消防組合（さかいしたかいしししょうぼうくみあい）であった。形態は堺市と高石市で組織する消防・救急業務に関する一部事務組合である。組合解散までは全国で唯一管内に政令指定都市が含まれており、消防組合の名称を持つ本部の管轄人口では国内最大規模であった。
- 2006年4月1日に組合を構成する堺市が政令指定都市に移行にあわせて、危機管理対策などを理由に組合を解散して単独組織の設置を検討していたが、当初高石市は反対の姿勢を示していた。その後、高石市が堺市に消防事務を委託するなどの要件が堺市から高石市に提案され、これに高石市が応じた。そして、2008年6月の両市議会に組合解散の議案が提出され可決され、消防局の設置へと至る。
- 組合発足翌年の1949年に脱退した信太村は1960年に和泉市に編入合併されている。高石町の組合再加入後は、取石村が高石町に、その他の6ヶ町村が最終的に堺市に編入合併された。組合名もその都度改称され、1961年に堺市外一町消防組合に改称された。また、1957年から1962年にかけて南河内郡北八下村、南八下村、日置荘町、登美丘町が堺市に編入合併され、組合の規模も拡大した。2005年に南河内郡美原町が堺市に編入合併され、2021年に大阪狭山市から消防事務を受託、以前の消防局と同じ規模となる（美原町は合併まで単独消防を保有）。
- 組合の消防章は市販の消防章（雪の結晶の形）の上に、堺市章を組み合わせたものである。ステッカー状のものが車両のボディに貼られている。また、隊員のワッペンにも付いている。
- 自動車のナンバープレートの地名表記は、ご当地ナンバー制度で堺市域に「堺ナンバー」が導入されるまでは全域和泉ナンバーであったが、堺ナンバー導入後は堺市内にある機関（本部含む）に配置されている車種（予備車を除く）は堺ナンバーとなった。

### 組織
- 組合議会
  - 議員定数：27人（堺市：23人、高石市：4人）
- 組合執行機関
  - 管理者：1人（堺市長）
  - 副管理者：2人（高石市長、堺市の副市長から管理者が組合議会の同意を得て選任する者）
  - 会計管理者：1人（堺市の会計管理者）
  - 監査委員：4人
  - 消防本部
    - 総務部-総務課、管理課、人事課
    - 警防部-警防対策課、第1指揮隊、第2指揮隊、通信指令課、救急救助課、消防課
    - 予防部-予防査察課、指導課

  - 消防署-庶務担当、消防団担当、第1警備課、第2警備課、予防課

## 不祥事
- 2018年2月に、西消防署臨海分署所属の消防艇である『芽海』の始業前点検において、40歳代の男性消防士長が、水道ホースを本来なら給水口に繋げるべきところを、誤って給油口に接続させてしまい、このためエンジン内に水が約800リットルに亘って入り込み、機械が故障を起こした。同消防局は、『芽海』の修理費について、西消防署員約110人全員の連帯責任で弁済させるとしている[2]。
- 2020年8月（発表） - 2019年年末～2020年年始に、南消防署の署員15人が勤務中や休憩中に複数回トランプなどで金銭などを掛けてゲームをしていた。市消防局は、消防署員らに懲戒処分などを行った[3]。